# Bogø

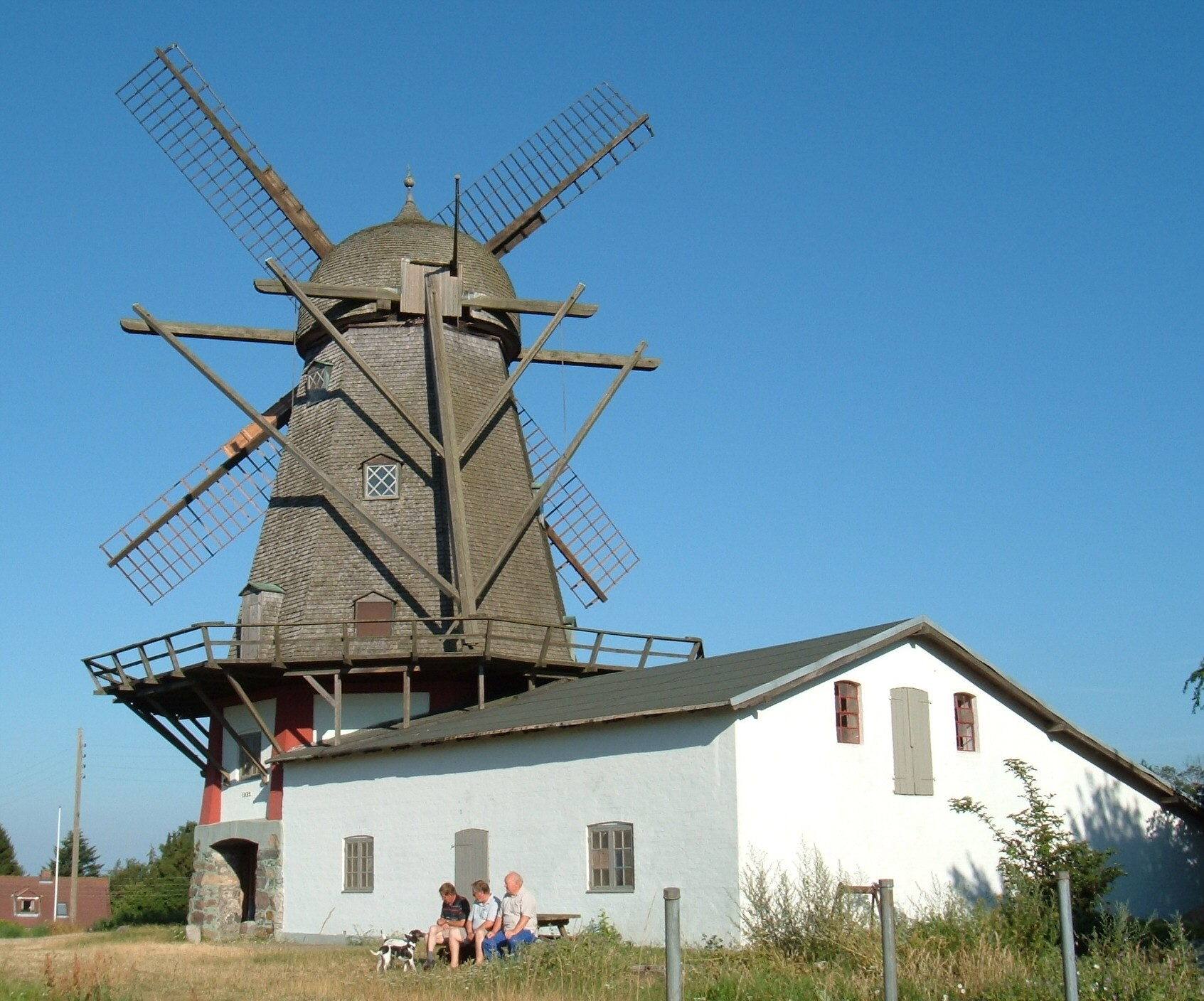
Cối xay gió được bảo tồn

Bogø là 1 đảo của Đan Mạch, nằm trong Biển Baltic, ở phía tây đảo Møn. Đảo có chiều dài khoảng 7 km, chỗ rộng nhất 3 km, với diện tích là 13,07 km². Điểm cao nhất của đảo là 32 m trên mực nước biển. Dân số của đảo là 1071 (năm 2007), trong đó khoảng 697 người cư ngụ trong thành phố Bogø, thành phố lớn nhất đảo (nằm ở chỗ cao nhất).

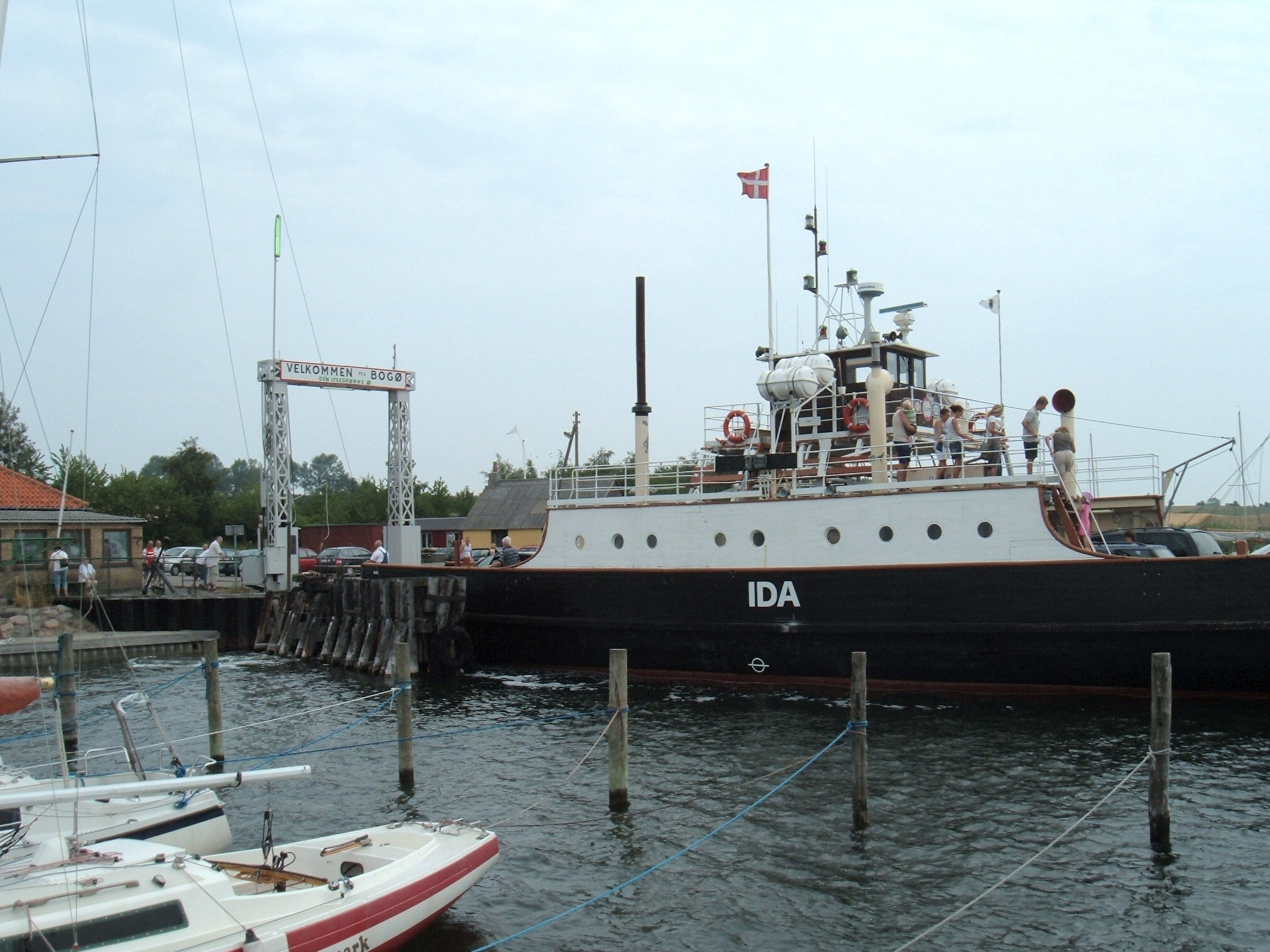
Tàu phà Ida từ Bogø tới Falster

Phía tây của Bogø có đảo nhỏ Farø, nơi có xa lộ châu Âu E47/E55 từ Copenhagen tới các đảo Lolland và Falster. Sau đó xa lộ nối tiếp tới Đức bằng tàu phà. Có 2 đường đê nối giao thông giữa Bogø với đảo Farø và đảo Møn. Về hành chính, Bogø thuộc thị xã Møn và sau cuộc cải cách hành chính năm 2007, thị xã này trực thuộc Vùng Zealand.
Ở Skåninge phía tây bắc đảo, có 1 cảng nhỏ. Ở phía đông nam có cảng lớn hơn và có tàu phà chở xe hơi tới Stubbekøbing trên đảo Falster. Gần trung tâm đảo, có 1 cối xay gió được bảo tồn. Về phía đông bắc, trong khu rừng có 1 mộ phần có đường hầm vào dài 5,5 m ở Hulehøj. Gian hầm mộ này dài 6,3 m.

## Lịch sử
Xưa kia đảo là sở hữu của nhà vua. Năm 1769 được đem ra bán và dân Bogø đã mua đảo với giá
18.456 rigsdaler và mua luôn Cối xay gió với giá 61 rigsdaler (đơn vị tiền đúc bằng bạc của Đan Mạch thời đó) bằng cách đốn cây rừng đem bán.

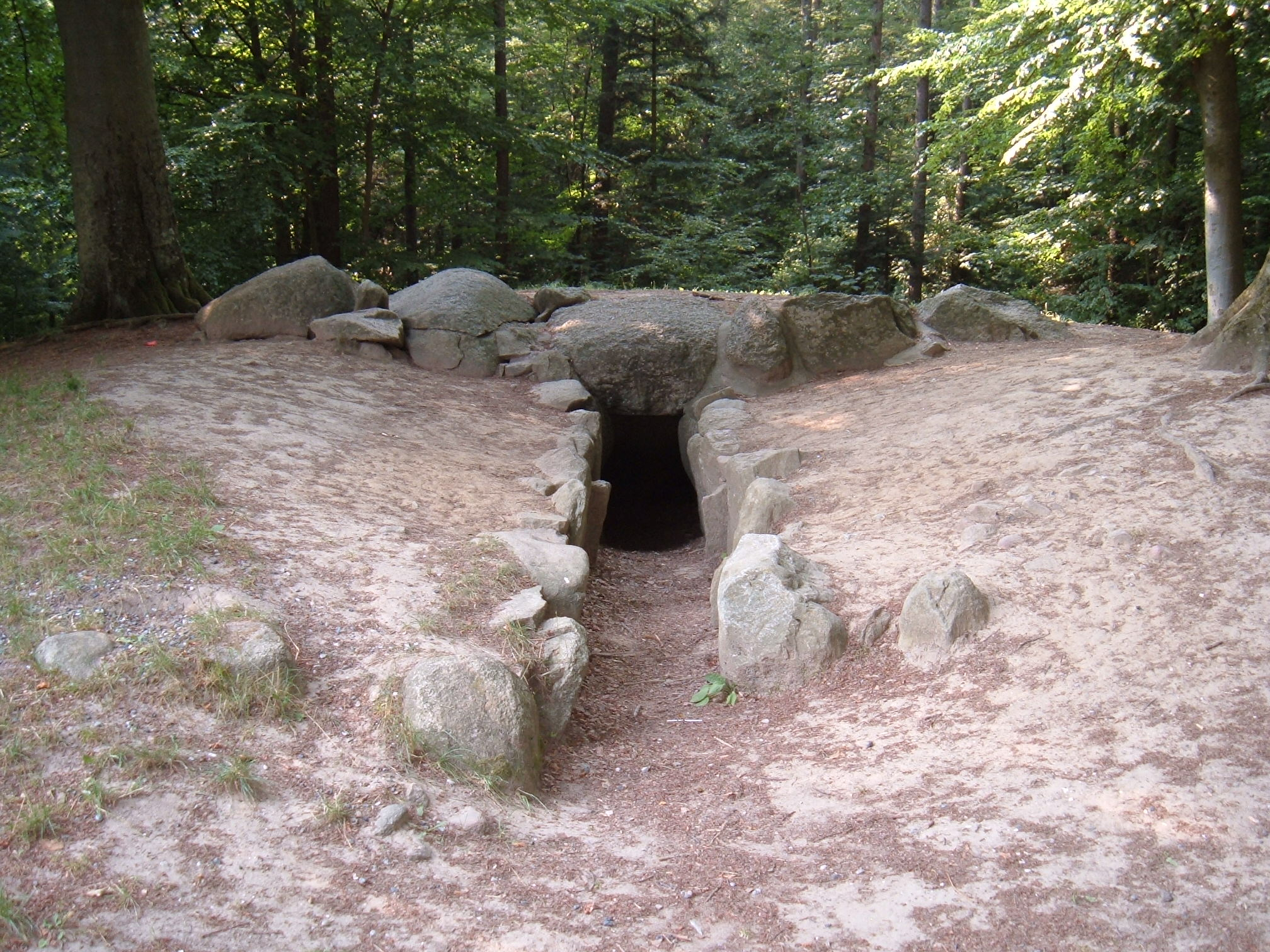
Mộ phần có lối vào ở Hulehøj

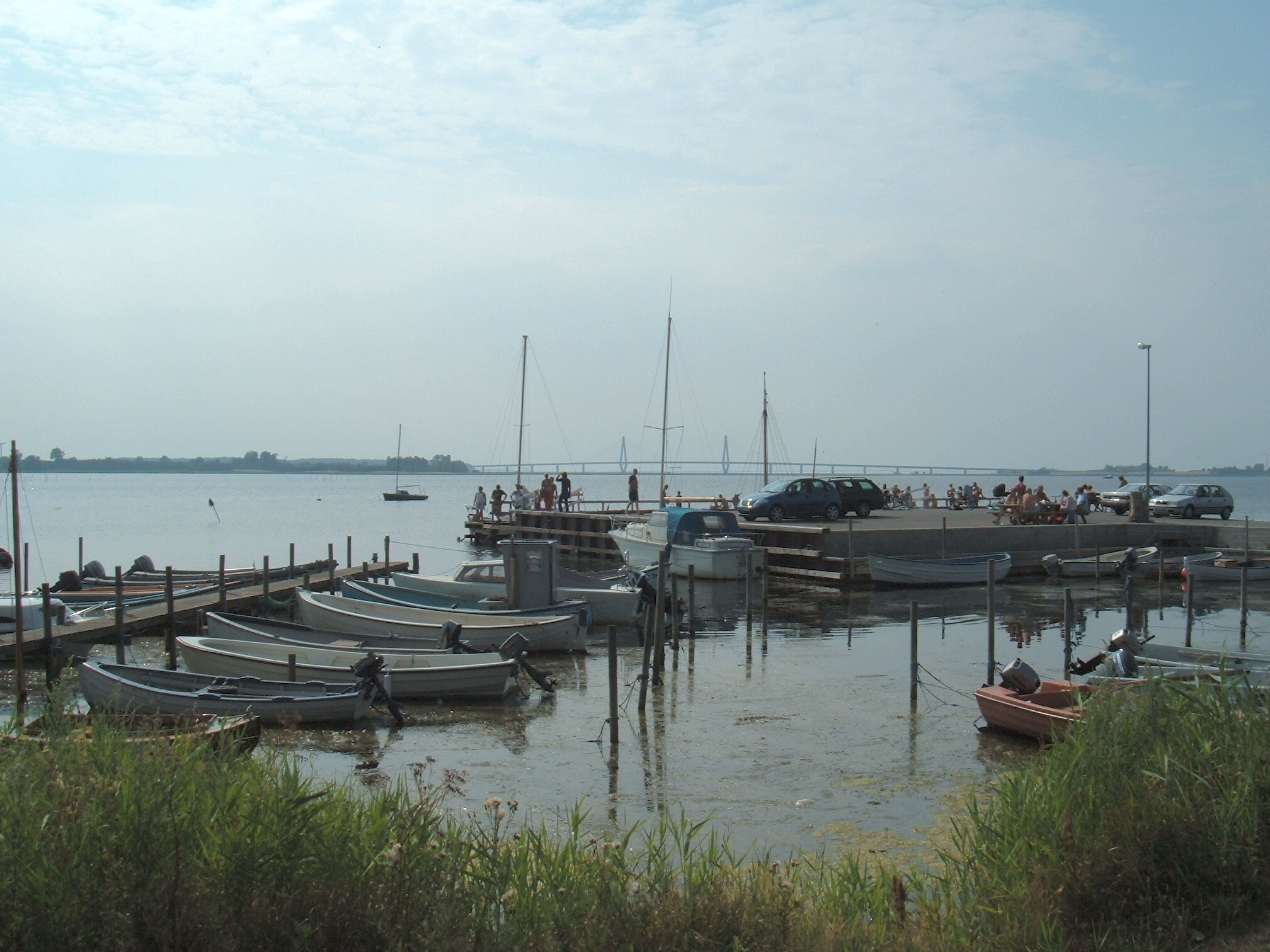
Cảng bắc Bogø